# Englische Cricket-Nationalmannschaft in Südafrika in der Saison 1948/49
Die Tour der englischen Cricket-Nationalmannschaft nach Südafrika in der Saison 1948/49 fand vom 16. Dezember 1948 bis zum 9. März 1949. Die internationale Cricket-Tour war Bestandteil der Internationalen Cricket-Saison 1948/49 und umfasste fünf Tests. England gewann die Serie 2–0.

## Vorgeschichte
Für beide Mannschaften war es die erste Tour der Saison.
Das letzte Aufeinandertreffen der beiden Mannschaften bei einer Tour fand in der Saison 1947 in England statt.

## Stadien
Die folgenden Stadien wurden für die Tour als Austragungsort vorgesehen:
| Stadion                  | Stadt          | Kapazität | Spiele       |
| ------------------------ | -------------- | --------- | ------------ |
| Sahara Stadium Kingsmead | Durban         | 25.000    | 1. Test      |
| Wanderers Stadium        | Johannesburg   | 34.000    | 2. & 4. Test |
| Newlands Cricket Ground  | Kapstadt       | 25.000    | 3. Test      |
| Sahara Oval St George’s  | Port Elizabeth | 19.000    | 5. Test      |

## Kaderlisten
Die Mannschaften benannten die folgenden Kader:
| Test | Test |
| Südafrika | England |
| --- | --- |
| - Denis Begbie - Jack Cheetham - Ossie Dawson - Martin Hanley - Tony Harris - Tufty Mann - Fish Markham - Cuan McCarthy - Alan Melville - Bruce Mitchell - Dudley Nourse - Athol Rowan - Eric Rowan - Lindsay Tuckett - Ken Viljoen - Billy Wade - Owen Wynne | - Alec Bedser - Denis Compton - Jack Crapp - Godfrey Evans - Cliff Gladwin - Billy Griffith - Richard Hutton - Roly Jenkins - George Mann - Reg Simpson - Cyril Washbrook - Allan Watkins - Doug Wright - Jack Young |

## Tour Matches
England spielte während der Tour 15 Tour Matches.

## Tests

### Erster Test in Durban
| 16. – 20. Dezember Scorecard | Durban | Südafrika 161 (53.5) & 219 (89.3) | – | England 253 (99.4) & 128-8 (28) |
|                              |        | England gewinnt mit 2 Wickets     |   |                                 |

### Zweiter Test in Johannesburg
| 27. – 30. Dezember Scorecard | Johannesburg | England 608 (149.5) | – | Südafrika 315 (104.4) & 270-2 (91) (f/o) |
|                              |              | Remis               |   |                                          |

### Dritter Test in Kapstadt
| 1. – 5. Januar Scorecard | Kapstadt | England 308 & 276-3d | – | Südafrika 356 & 142-4 (31) |
|                          |          | Remis                |   |                            |

### Vierter Test in Johannesburg
| 12. – 16. Februar Scorecard | Johannesburg | England 379 (105.7) & 253-7d (78.2) | – | Südafrika 257-9d (85) & 194-4 (65) |
|                             |              | Remis                               |   |                                    |

### Fünfter Test in Port Elizabeth
| 5. – 9. März Scorecard | Port Elizabeth | Südafrika 379 (143.5) & 187-3d (58) | – | England 395 (141.4) & 174-7 (23.7) |
|                        |                | England gewinnt mit 3 Wickets       |   |                                    |